# Епархия Ливорно
Епархия Ливорно (лат. Dioecesis Liburnensis, итал. Diocesi di Livorno) епархия Римско-католической церкви, в составе митрополии Пизы, входящей в церковную область Тоскана. В настоящее время епархией управляет епископ Симоне Джусти.
Клир епархии включает 112 священников (69 епархиальных и 43 монашествующих священников), 19 диаконов, 50 монахов, 388 монахинь.
Адрес епархии: Via del Seminario 61, 57122 Livorno, Italia. Телефон: 0586 88 90 51; 0586 88 71 92. Факс: 0586 21 22 21.

## Территория
В юрисдикцию епархии входят 46 приходов в коммунах Тосканы — Ливорно, Розиньяно-Мариттимо, Капрая-Изола и часть Коллезальветти.
Кафедра епископа находится в городе Ливорно в церкви Святого Франциска.

## История
На протяжении всего XVIII века предпринимались усилия для того, чтобы город получил своего епископа. С просьбой об учреждении епархии к Святому Престолу обращались общественность, местное духовенство, народ. Только по личной просьбе Марии Луизы Бурбон-Испанской, королевы-регента королевства Этрурия буллой Militantis Ecclesiae Папа Пий VII 25 сентября 1806 года основал епархию Ливорно.
Впервые в истории епархии 14 сентября 2007 года епархиальный администратор монсеньор Паоло Раццаути дал согласие на совершение в соборе православного погребального обряда над четырьмя детьми эмигрантов-цыган из Румынии, погибших при пожаре в казармах в Ливорно 11 августа 2007 года.

## Ординарии епархии
- Филиппо Гануччи (6.10.1806 — 12.2.1813);
- Анджоло Мария Джиралдони (23.8.1821 — 23.6.1834) — назначен епископом Парто и Пистои;
- Раффаэло Де Гантус Куббе (28.7.1834 — 2.12.1840);
- Джироламо Гави (3.7.1848 — 4.4.1869) — апостольский администратор;
- Джулио Метти (11.8.1872 — 4.9.1874);
- Раффаэле Меццетти (3.1.1875 — 20.8.1880);
- Ремиджо Пачини (20.8.1880 — 6.1.1886);
- Леопольдо Франки (7.6.1886 — 24.3.1898);
- Джулио Маттеоли (24.3.1898 — 25.7.1900);
- Саббатино Джани (17.12.1900 — 18.2.1921);
- Джованни Пиччони (13.6.1921 — 10.2.1959);
- Андреа Панграцио (10.2.1959 — 4.4.1962) — назначен архиепископом Гориции и Градиски;
- Эмилио Гуано (27.4.1962 — 26.9.1970);
- Альберто Аблонди (26.9.1970 — 9.12.2000);
- Диего Колетти (9.12.2000 — 2.12.2006) — назначен епископом Комо;
- Симоне Джусти[итал.] (с 2 декабря 2007 года — по настоящее время).

## Статистика
На конец 2004 года из 195 972 человек, проживающих на территории епархии, католиками являлись 189 602 человек, что соответствует 96,7 % от общего числа населения епархии.
| год  | население | население | население | священники | священники        | священники         | священники                           | постоянные диаконы | монахи  | монахи  | приходы |
| год  | католики  | всего     | %         | всего      | белое духовенство | черное духовенство | число католиков на одного священника | постоянные диаконы | мужчины | женщины | приходы |
| ---- | --------- | --------- | --------- | ---------- | ----------------- | ------------------ | ------------------------------------ | ------------------ | ------- | ------- | ------- |
| 1950 | 162.000   | 165.000   | 98,2      | 92         | 55                | 37                 | 1.760                                |                    | 42      | 540     | 39      |
| 1968 | 200.000   | 204.000   | 98,0      | 152        | 70                | 82                 | 1.315                                |                    | 118     | 732     | 46      |
| 1980 | 213.700   | 215.800   | 99,0      | 137        | 75                | 62                 | 1.559                                | 1                  | 67      | 621     | 49      |
| 1990 | 222.000   | 225.000   | 98,7      | 127        | 66                | 61                 | 1.748                                | 7                  | 64      | 530     | 52      |
| 1999 | 190.000   | 212.753   | 89,3      | 107        | 60                | 47                 | 1.775                                | 18                 | 57      | 465     | 49      |
| 2000 | 190.000   | 211.997   | 89,6      | 101        | 62                | 39                 | 1.881                                | 19                 | 40      | 458     | 49      |
| 2001 | 189.800   | 211.676   | 89,7      | 102        | 64                | 38                 | 1.860                                | 19                 | 38      | 454     | 49      |
| 2002 | 189.000   | 200.519   | 94,3      | 97         | 60                | 37                 | 1.948                                | 18                 | 38      | 401     | 48      |
| 2003 | 189.000   | 200.593   | 94,2      | 108        | 69                | 39                 | 1.750                                | 18                 | 42      | 390     | 46      |
| 2004 | 189.602   | 195.972   | 96,7      | 112        | 69                | 43                 | 1.692                                | 19                 | 50      | 388     | 46      |